# Bessel (cràter)
Bessel és un petit cràter d'impacte de la Lluna que es troba a la meitat sud de la Mare Serenitatis. Malgrat la seva petita grandària, aquest és el cràter més gran situat completament dins de la mar lunar. Es troba al nord-nord-est del cràter Menelaus.

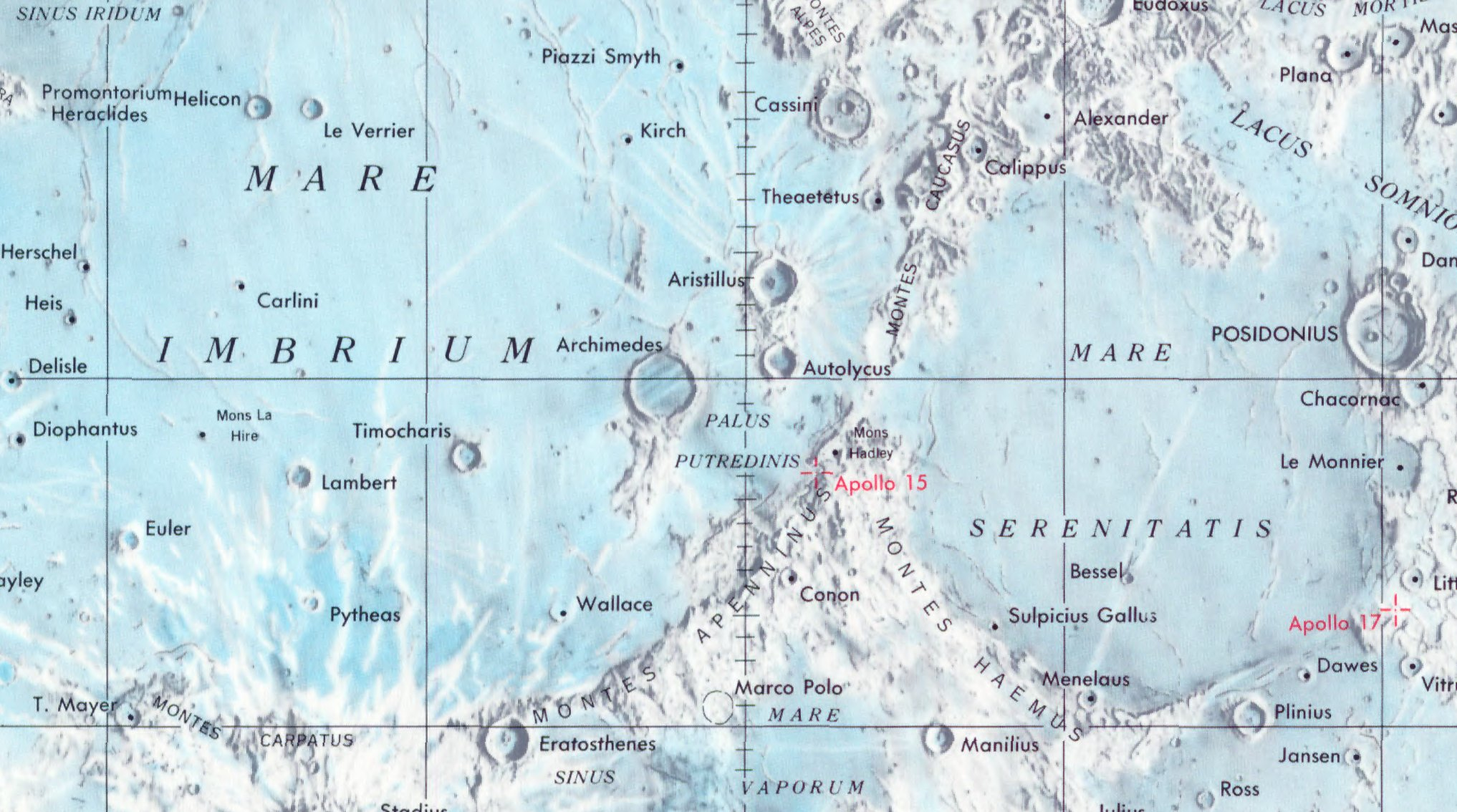
Localització de Bessel (centre dreta de la imatge)
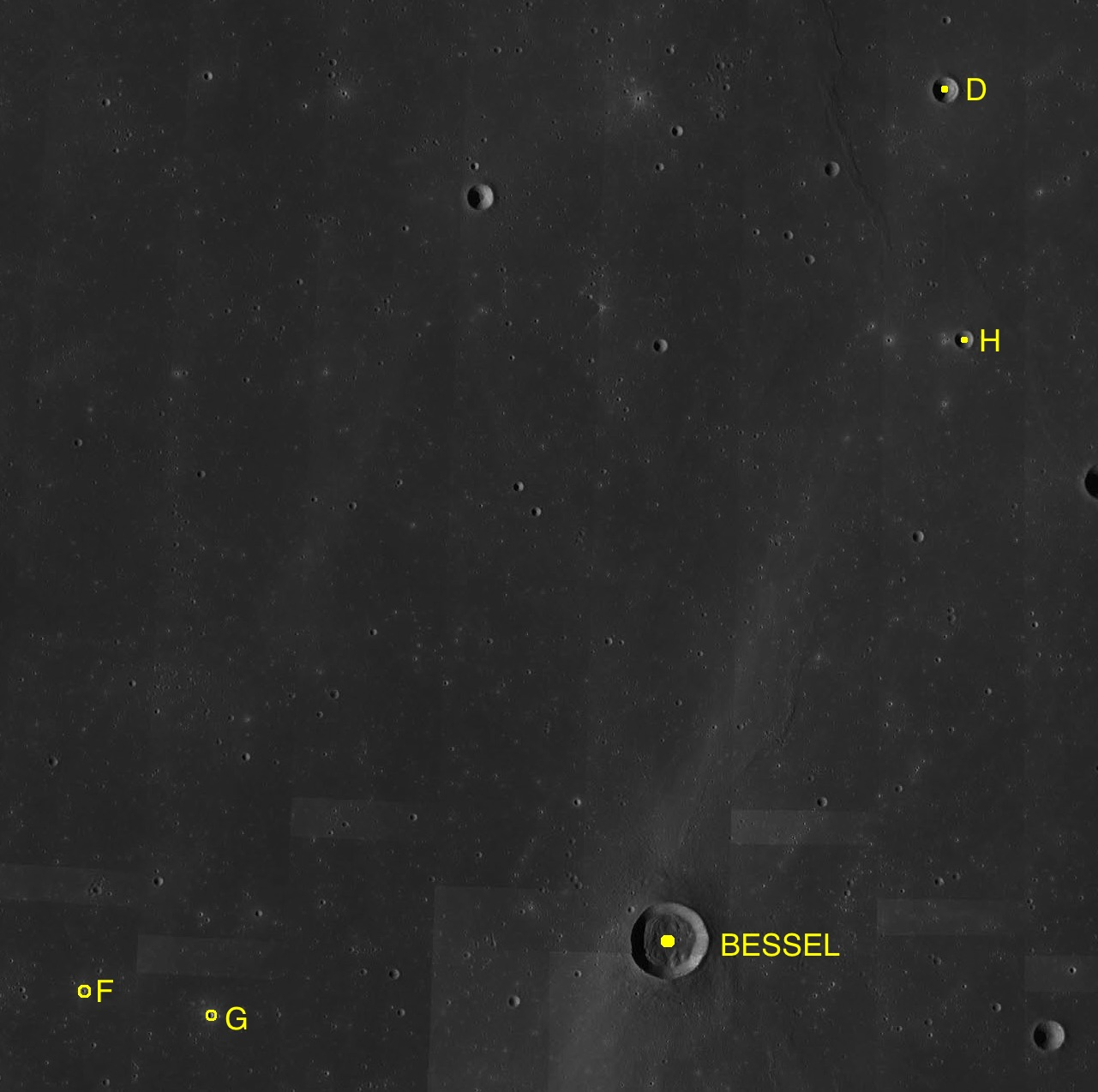
Cràters satèl·lit
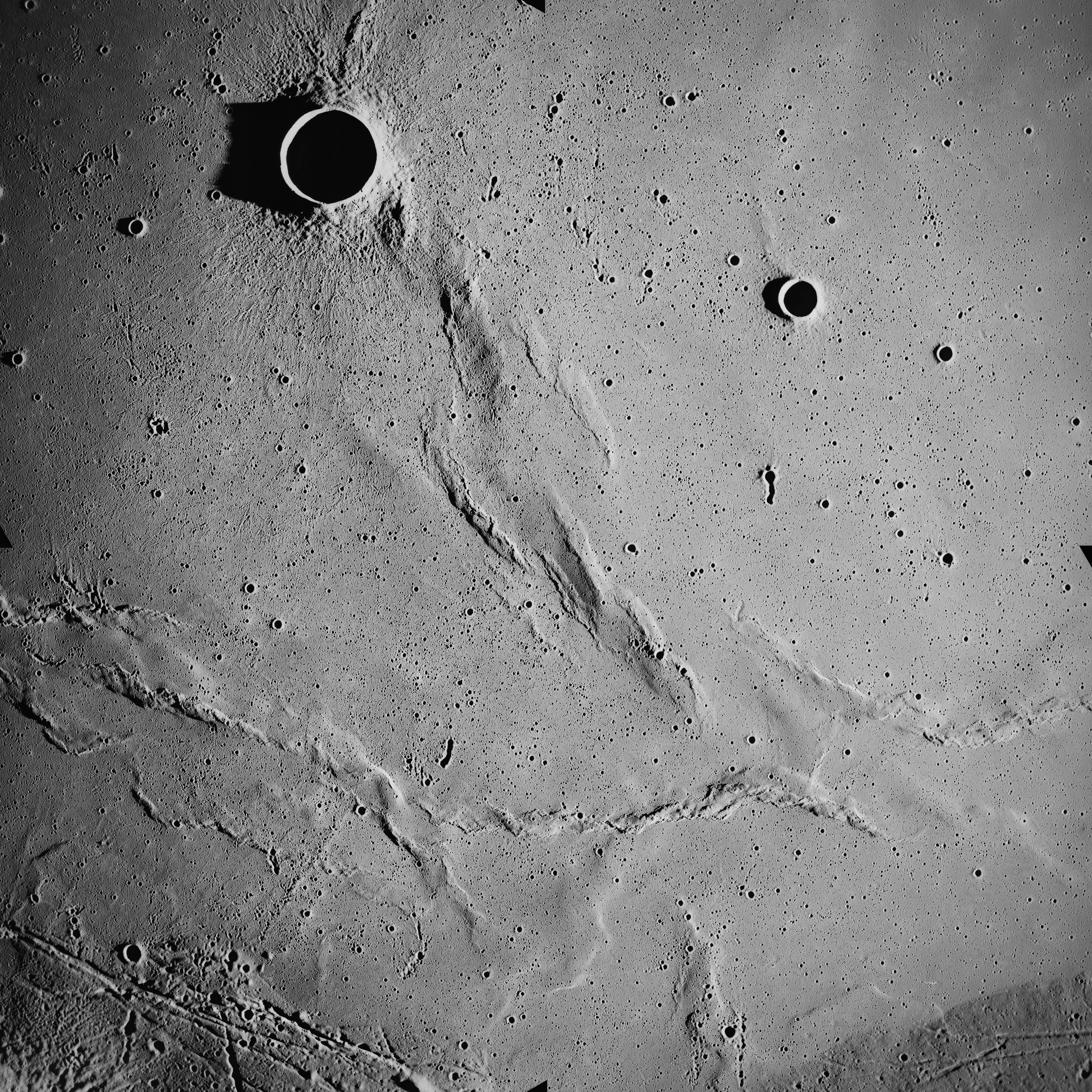
Cràters Bessel i Deseilligny (missió Apollo 17)

Aquest cràter és circular i en forma de bol, amb una vora que té una albedo més alta que el sòl de la mar lunar circumdant. La vora externa no està desgastat de manera significativa, i no mostra característiques notables a l'interior, a part d'algun enfonsament de material a les parets interiors. Bessel no és de mida suficient per haver desenvolupat les estructures en terrassa dels cràters més grans.

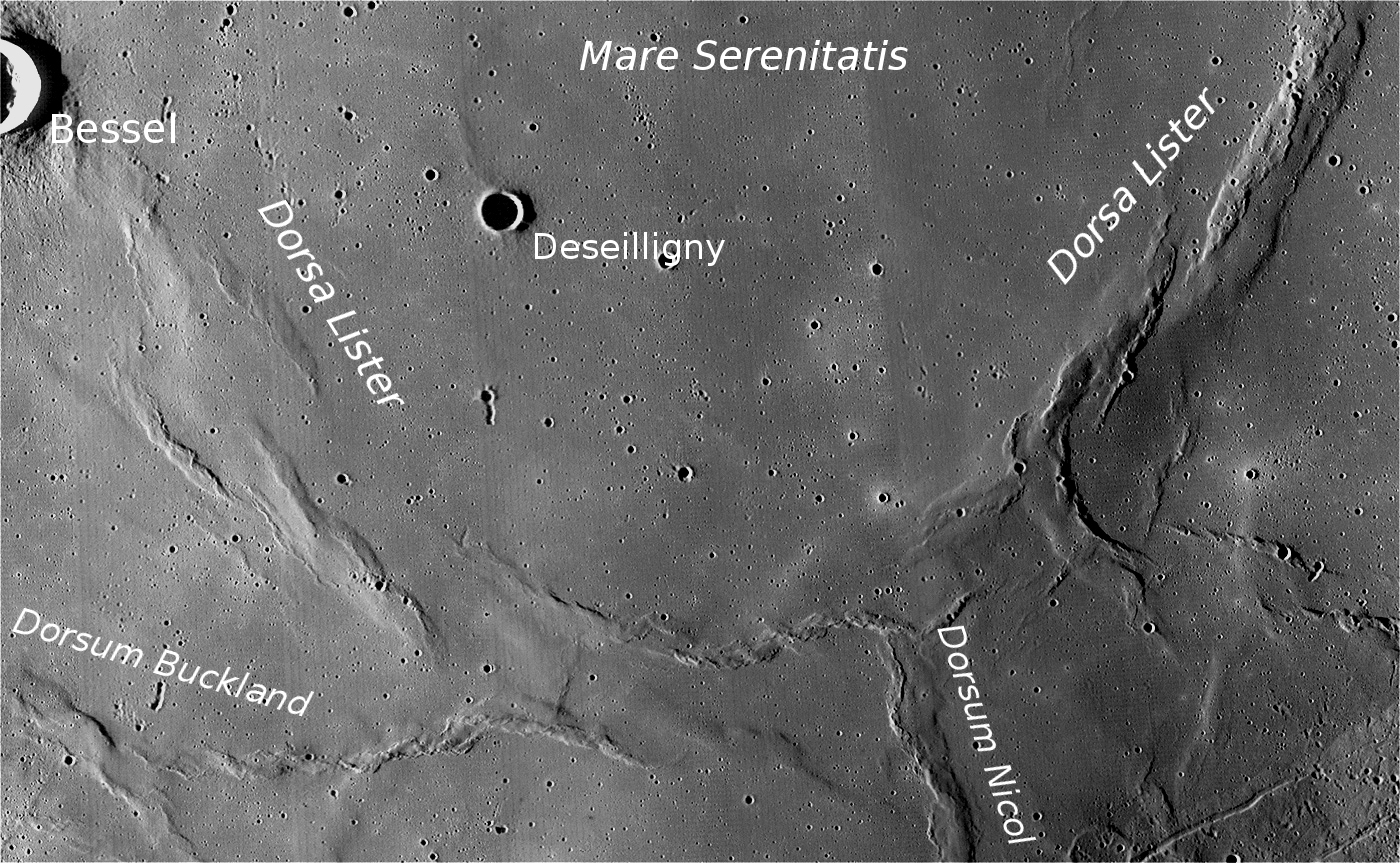
Rodalies de Bessel (imatge del LRO)
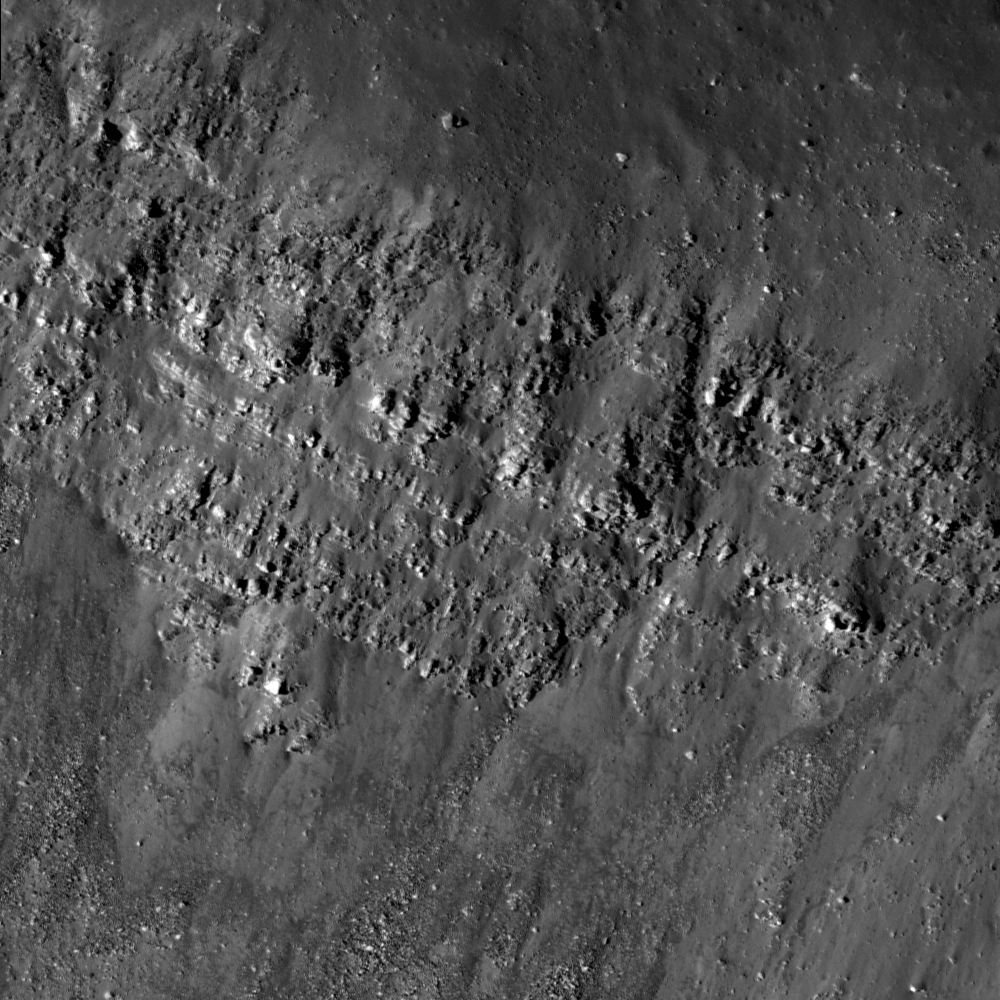
Espectacular exemple de capes exposades a la paret del cràter Bessel, angle d'incidència de 13° (imatge del LRO)
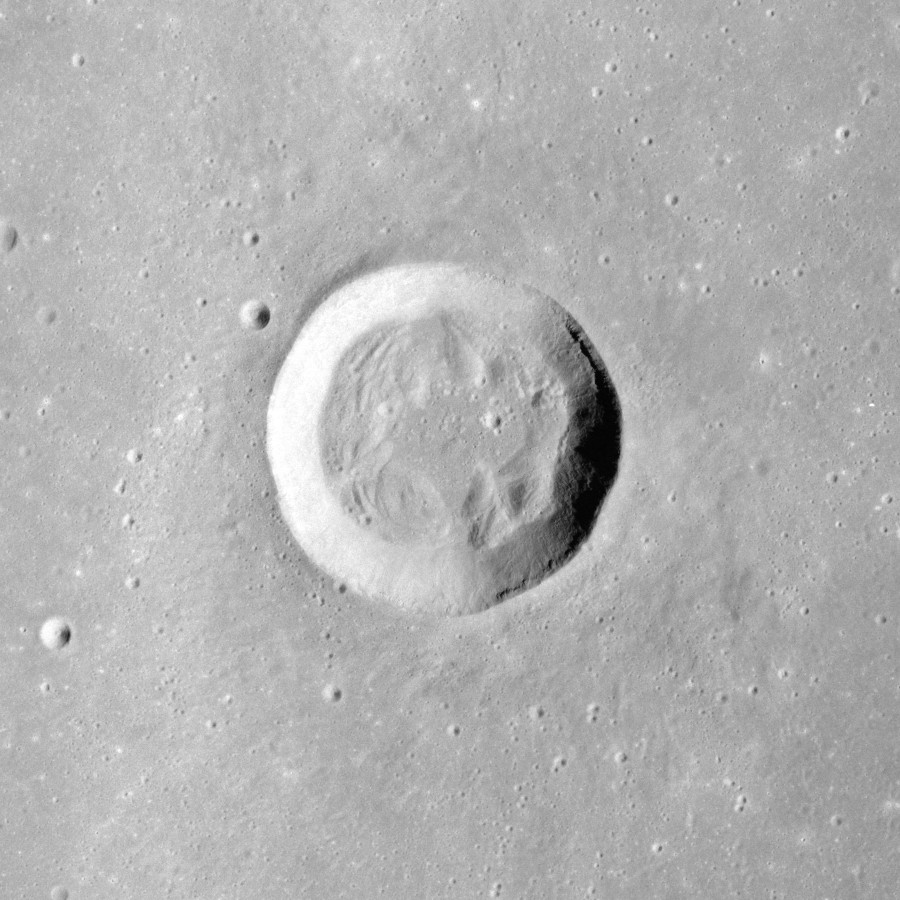
Cràters Bessel des d'una altura de 116 km (missió Apollo 17)

Una gran sistema de marques radials, molt probablement del cràter Tycho, creua el mar lunar de nord a sud, passant pel costat occidental de Bessel.
El cràter va ser denominat oficialment per la UAI el 1935 en memòria de Friedrich Wilhelm Bessel.

## Cràters satèl·lit
Per convenció aquests elements són identificats en els mapes lunars posant la lletra en el costat del punt central del cràter que està més proper a Bessel.
| Bessel | Coordenades                          | Diàmetre             |
| ------ | ------------------------------------ | -------------------- |
| A      | Reanomenat Sarabhai                  | Reanomenat Sarabhai  |
| D      | 27° 18′ N, 19° 54′ E / 27.3°N,19.9°E | 5 km                 |
| E      | Reanomenat Bobillier                 | Reanomenat Bobillier |
| F      | 21° 12′ N, 13° 48′ E / 21.2°N,13.8°E | 1 km                 |
| G      | 21° 06′ N, 14° 42′ E / 21.1°N,14.7°E | 1 km                 |
| H      | 25° 42′ N, 20° 00′ E / 25.7°N,20.0°E | 4 km                 |